# Melbourne Victory FC
Melbourne Victory FC – australijski, profesjonalny klub piłkarski z siedzibą w Melbourne (Wiktoria), założony w 2004 roku. Zespół występuje w rozgrywkach A-League; czterokrotny mistrz Australii (2007, 2009, 2015, 2018), trzykrotny triumfator sezonu zasadniczego (2007, 2009, 2015), zdobywca pucharu FFA Cup (2015) i Pre-Season Challenge Cup (2008).

## Historia

### Założenie
W latach 1977–2004 najwyższym poziomem rozgrywek krajowych w Australii była liga National Soccer League (NSL). Liga NSL w ostatnim okresie istnienia przechodziła problemy związane z kwestiami finansowymi i organizacyjnymi, co przyczyniło się do likwidacji tych rozgrywek. Opublikowany w 2003 roku Report of the Independent Soccer Review Committee przyczynił się do powstania nowej krajowej ligi A-League, która jest rozgrywana od 2005 roku. W czerwcu 2004 roku do Football Federation Australia (FFA) wpłynęło 20 wniosków o przyznanie licencji na grę w A-League. Trzy spośród złożonych ofert pochodziło z Melbourne i zostały złożone przez następujące podmioty: Melbourne United Pty Ltd, Melbourne Victory oraz Victorian Soccer Federation (federacja stanowa; obecna nazwa Football Victoria). Przez okres czterech kolejnych miesięcy każda z otrzymanych ofert była analizowana. Ostatecznie, 1 listopada 2004 roku, pozytywnie rozpatrzono osiem ofert, wpośród których została zaakceptowana oferta klubu Melbourne Victory FC. Jednocześnie zgodnie z polityką FFA („jeden klubu z jednego miasta”) klub Melbourne Victory FC otrzymał wyłączną licencję na występowanie w rozgrywkach A-Legue na okres 5 lat od sezonu 2005/2006. W tym czasie inny zespół z Melbourne nie mógł dołączyć do rozgrywek A-League.

### A-League

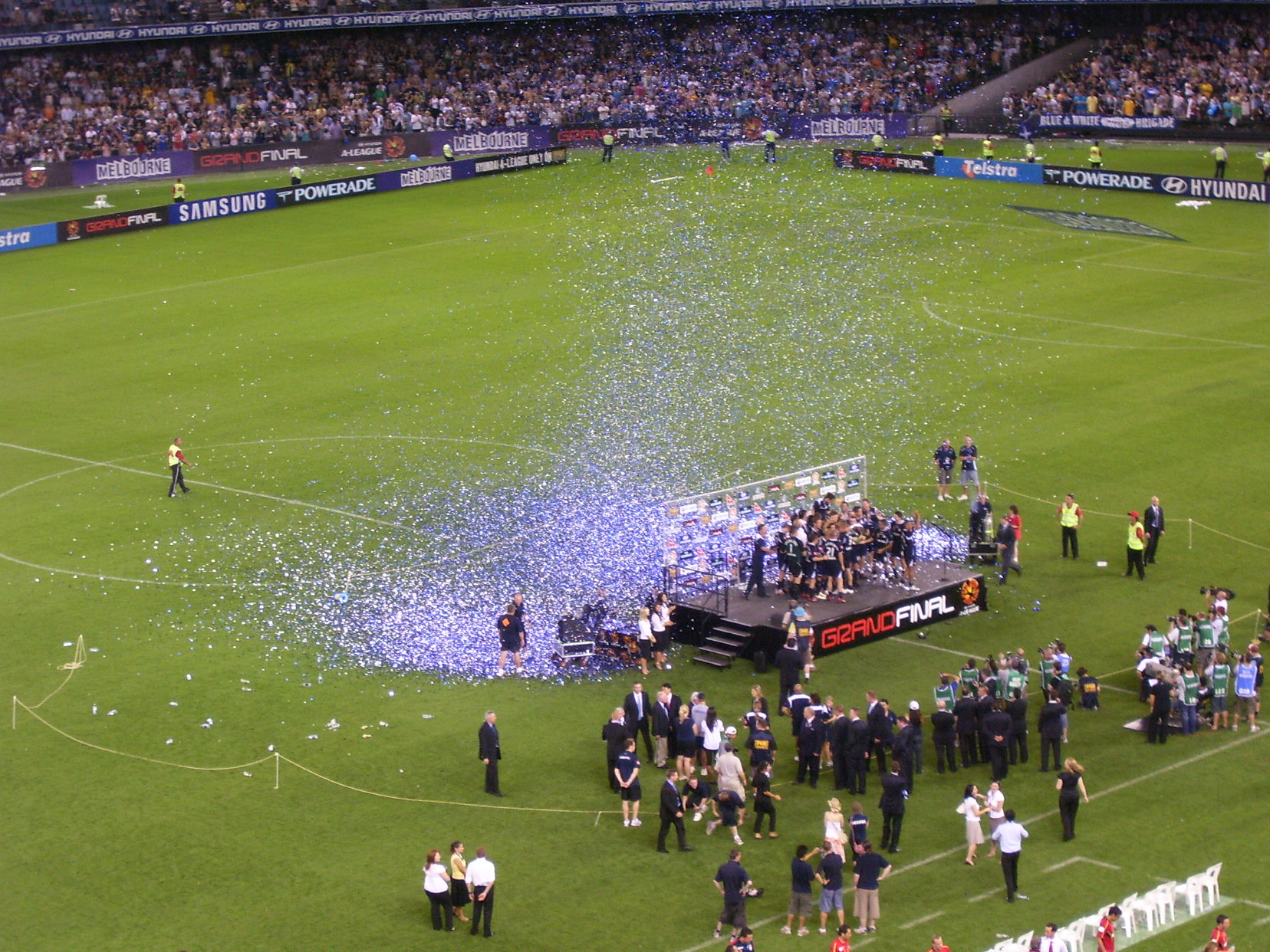
Drużyna Melbourne Victory fetująca tytuł mistrzowski w sezonie 2006/2007

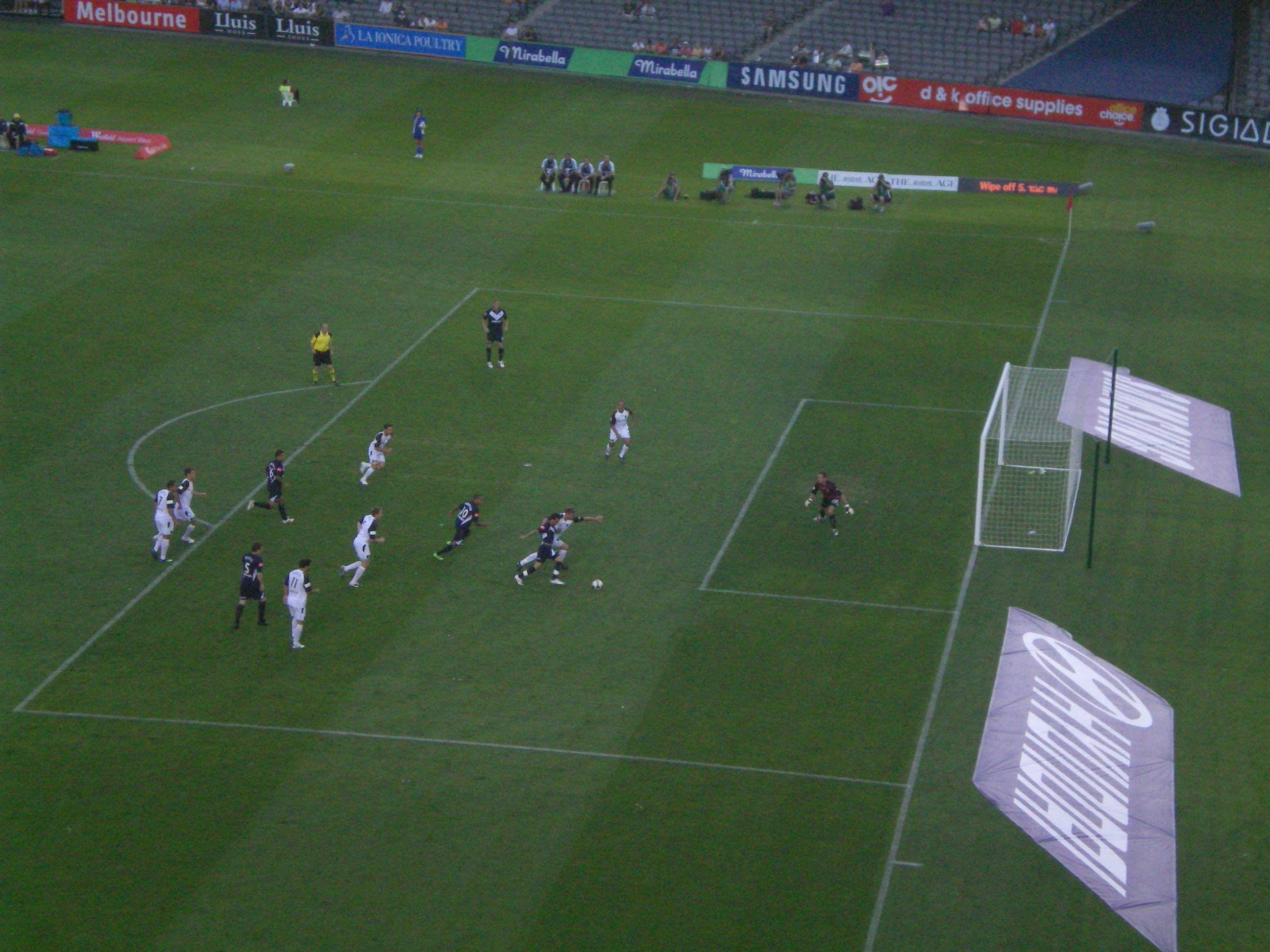
Mecz sezonu zasadniczego pomiędzy Melbourne Victory i Wellington Phoenix (wynik 2:0; 23 stycznia 2009)

Pierwszym szkoleniowcem w historii klubu został Australijczyk szkockiego pochodzenia Ernie Merrick, który prowadził zespół Melbourne Victory w latach 2005–2011. Melbourne Victory zainaugurowało rozgrywki w A-League w dniu 28 sierpnia 2005 roku w wyjazdowym spotkaniu przeciwko Sydney FC. Spotkanie zakończyło się wynikiem 1:1. W inauguracyjnym sezonie 2005/2006 Melbourne Victory zakończył sezon zasadniczy na 7. przedostatnim miejscu z dorobkiem 26 punktów i nie uzyskał awansu do serii finałowej W sezonie zasadniczym 2006/2007 klub uplasował się na 1. miejscu z dorobkiem 45 punktów i uzyskał awans do serii finałowej rozgrywek. W serii finałowej klub dotarł do finału rozgrywek (tzw. Grand Final), w którym odniósł zwycięstwo przeciwko drużynie Adelaide United FC w stosunku 6:0; zdobywając pierwszy tytuł mistrzowski w swojej historii.
W sezonie 2008/2009 zespół Melbourne Victory zdobył potrójną koronę. W rozgrywkach pucharowych Pre-Season Challenge Cup w 2008 roku, które poprzedziły start sezonu 2008/2009 Melbourne Victory dotarł do finału rozgrywek. W finale Melbourne Victory po rzutach karnych pokonał zespół Wellington Phoenix FC (0:0 w meczu, 8:7 w rzutach karnych). Ponadto w sezonie zasadniczym klub uplasował się na 1. miejscu i uzyskał awans do serii finałowej rozgrywek. W serii finałowej Melbourne Victory drugi raz w swojej historii awansował do finału rozgrywek. W finale ponownie pokonał drużynę Adelaide United w stosunku 1:0.
W dwóch kolejnych sezonach 2009/2010 i 2010/2011 Melbourne Victory za każdym razem kończył sezon zasadniczy na miejscu premiowanym awansem do serii finałowej rozgrywek. W sezonie 2009/2010 Melbourne Victory po raz trzeci wystąpił w finale rozgrywek. W finale zmierzył się przeciwko drużynie Sydney FC. Melbourne Victory po rzutach karnych uległ drużynie Sydney FC (1:1 w meczu, 2:4 w rzutach karnych). Natomiast w sezonie 2010/2011 klub zakończył zmagania na rundzie eliminacyjnej, przegrywając z zespołem Gold Coast United FC w stosunku 0:1. Ernie Merrick był trenerem Melbourne Victory do końca sezonu 2010/2011.
W przeciągu kolejnego sezonu (2011/2012) w klubie pracowało trzech szkoleniowców. Pierwszym trenerem został Australijczyk Mehmet Durakovic, który prowadził klub do 13. kolejki sezonu zasadniczego 2011/2012. Następnie w roli tymczasowego szkoleniowca został zatrudniony Kevin Muscat, który poprowadził klub w meczu 14. kolejki przeciwko Newcastle United Jets FC (wynik 2:1). Ostatecznie do końca sezonu zasadniczego na stanowisko trenera został zatrudniony Irlandczyk Jim Magilton. Sezon zasadniczy 2011/2012 Melbourne Victory zakończyło na 8. miejscu i nie uzyskało awansu do serii finałowej rozgrywek.
Od sezonu 2012/2013 trenerem klubu został Australijczyk Ange Postecoglou. W sezonie 2012/2013 Melbourne Victory zakończyło zmagania w sezonie zasadniczym na 3. miejscu i uzyskało awans do serii finałowej rozgrywek. W serii finałowej klub dotarł do fazy półfinału. W półfinale Melbourne Victory uległo drużynie Central Coast Mariners FC w stosunku 0:1. Ange Postecoglou był trenerem Melbourne Victory do 25 października 2013 roku.
Następnie na stanowisko trenera został zatrudniony Kevin Muscat. W sezonie 2013/2014 Melbourne Victory uzyskało awans do serii finałowej rozgrywek. W serii finałowej klub dotarł do etapu półfinały, w którym przegrał z drużyną Brisbane Roar FC (0:1). W sezonie zasadniczym 2014/2015 klub zajął 1. miejsce z dorobkiem 53 punktów. W serii finałowej Melbourne Victory czwarty raz w swojej historii awansował do finału rozgrywek. W finale pokonał drużynę Sydney FC w stosunku 3:0, zdobywając trzeci tytuł mistrzowski w swojej historii.
W trakcie sezonu 2015/2016 Melbourne Victory triumfowało w rozgrywkach FFA Cup (2015). W finale pokonał zespół Perth Glory FC w stosunku 2:0. Natomiast sezon zasadniczy klub zakończył na 6. miejscu, uzyskując tym samym awans do serii finałowej. W serii finałowej klub zakończył zmagania na rundzie eliminacyjnej, w której uległ drużynie Brisbane Roar (1:2). W sezonach 2016/2017, 2017/2018 i 2018/2019 Melbourne Victory za każdym razem występował w finale rozgrywek. W sezonie zasadniczym 2016/2017 klub zakończył zmagania na 2. miejscu. Natomiast w serii finałowej Melbourne Victory awansowało do finału rozgrywek. W finale Melbourne Victory po rzutach karnych uległ drużynie Sydney FC (1:1 w meczu, 2:4 w rzutach karnych). W sezonie zasadniczym 2017/2018 Melbourne Victory zakończyło zmagania na 4. miejscu. W serii finałowej Melbourne Victory szósty raz w swojej historii wystąpiło w finale rozgrywek. W finale Melbourne Victory pokonało zespół Newcastle United Jets w stosunku 1:0, zdobywając tym samym czwarty tytuł mistrzowski w swojej historii. Melbourne Victory jako pierwsza drużyna w historii A-League zdobyła tytuł mistrzowski nie zajmując po sezonie zasadniczym jednego z dwóch pierwszych miejsc. W sezonie zasadniczym 2018/2019 klub uplasował się na 3. miejscu. W serii finałowej klub dotarł do etapu półfinału, w którym zmierzył się przeciwko drużynie Sydney FC. Spotkanie zakończyło się porażką Melbourne Victory w stosunku 1:6. Po zakończonym sezonie Kevin Muscat zakończył pracę w klubie na stanowisku trenera.
W dniu 28 czerwca 2019 roku zarząd klubu oficjalnie ogłosił, że nowym trenerem Melbourne Victory będzie Niemiec Marco Kurz.

### Azjatycka Liga Mistrzów

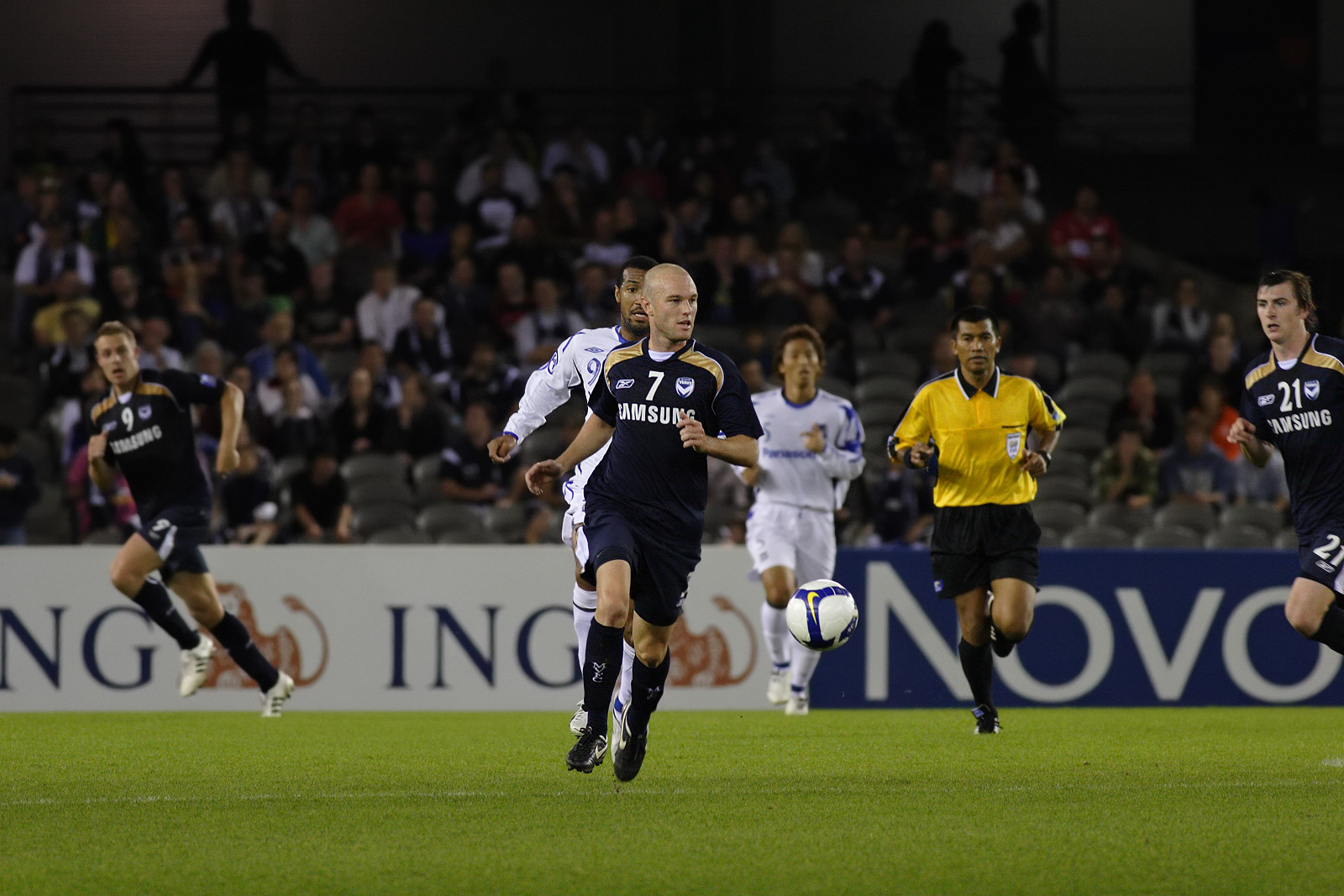
Mecz Azjatyckiej Ligi Mistrzów pomiędzy Melbourne Victory i Gamba Osaka (wynik 3:4; 9 kwietnia 2008)

Melbourne Victory w dotychczasowej historii siedmiokrotnie występowała w rozgrywkach Azjatyckiej Ligi Mistrzów (ACL). Melbourne Victory tylko raz wychodził z fazy grupowej rozgrywek ACL (2016) oraz sześciokrotnie kończył zmagania na fazie grupowej (2008, 2010, 2011, 2014, 2018, 2019).
Debiut w tych rozgrywkach nastąpił w dniu 12 marca 2008 roku, w domowym spotkaniu przeciwko południowokoreańskiemu zespołowi Jeonnam Dragons. Spotkanie zakończyło się wygraną gospodarzy w stosunku 2:0. W pierwszym swoim starcie zespół zakończył zmagania na fazie grupowej, zajmując 2. miejsce w grupie G z dorobkiem 7 punktów. W latach 2010, 2011 i 2019 Melbourne Victory kończył zmagania w Azjatyckiej Lidze Mistrzów na ostatnim, 4. miejscu w grupie. Zdobywając odpowiednio 4 i 6 punktów oraz 1 punkt na koniec fazy grupowej. Natomiast w latach 2014 i 2018 Melbourne Victory kończyło zmagania w fazie grupowej na 3. miejscu. Zdobywając w każdym z przypadków po 8 punktów na koniec fazy grupowej.
W 2016 roku Melbourne Victory zanotował najlepszy start w rozgrywkach ACL. W fazie grupowej (grupa G) klub zajął 2. miejsce i z dorobkiem 9 punktów awansował do rudny pucharowej. Melbourne Victory fazę pucharową zakończył na etapie 1/8 finału. W dwumeczu klub z Melbourne podejmował południowokoreański klub Jeonbuk Hyundai Motors. Dwumecz zakończył się porażką Melbourne Victory w stosunku 2:4 (I. mecz domowy 1:1; II. mecz wyjazdowy 1:2).

### Melbourne Victory FC w poszczególnych sezonach
| Sezon     | Miejsce | M  | Z  | R  | P  | B     | Pkt | Seria finałowa        | Pre-Season Challenge Cup, FFA Cup | Azjatycka Liga Mistrzów |
| --------- | ------- | -- | -- | -- | -- | ----- | --- | --------------------- | --------------------------------- | ----------------------- |
| 2005/2006 | 7       | 21 | 7  | 5  | 9  | 26–24 | 26  | brak awansu           | półfinał                          | –                       |
| 2006/2007 | 1       | 21 | 14 | 3  | 4  | 41–20 | 45  | mistrzostwo           | 5. miejsce                        | –                       |
| 2007/2008 | 5       | 21 | 6  | 9  | 6  | 29–29 | 27  | brak awansu           | 8. miejsce                        | faza grupowa            |
| 2008/2009 | 1       | 21 | 12 | 2  | 7  | 39–27 | 38  | mistrzostwo           | zwycięzca                         | –                       |
| 2009/2010 | 2       | 27 | 14 | 5  | 8  | 47–32 | 47  | finalista Grand Final | –                                 | faza grupowa            |
| 2010/2011 | 5       | 30 | 11 | 10 | 9  | 45–39 | 43  | runda eliminacyjna    | –                                 | faza grupowa            |
| 2011/2012 | 8       | 27 | 6  | 11 | 10 | 35–43 | 29  | brak awansu           | –                                 | –                       |
| 2012/2013 | 3       | 27 | 13 | 5  | 9  | 48–45 | 44  | półfinał              | –                                 | –                       |
| 2013/2014 | 4       | 27 | 11 | 8  | 8  | 42–43 | 41  | półfinał              | –                                 | faza grupowa            |
| 2014/2015 | 1       | 27 | 15 | 8  | 4  | 56–31 | 53  | mistrzostwo           | ćwierćfinał                       | –                       |
| 2015/2016 | 6       | 27 | 11 | 8  | 8  | 40–33 | 41  | runda eliminacyjna    | zwycięzca                         | 1/8 finału              |
| 2016/2017 | 2       | 27 | 15 | 4  | 8  | 49–31 | 49  | finalista Grand Final | półfinał                          | –                       |
| 2017/2018 | 4       | 27 | 12 | 5  | 10 | 43–37 | 41  | mistrzostwo           | 1/8 finału                        | faza grupowa            |
| 2018/2019 | 3       | 27 | 15 | 5  | 7  | 50–32 | 50  | półfinał              | 1/8 finału                        | faza grupowa            |
| 2019/2020 |         |    |    |    |    |       |     |                       | 1/16 finału                       |                         |

Legenda:

    mistrzostwo ligi, 1. miejsce w sezonie zasadniczym lub zwycięstwo w innych rozgrywkach;

    2. miejsce w sezonie zasadniczym lub finał rozgrywek;

## Rezerwy i sekcja kobiet

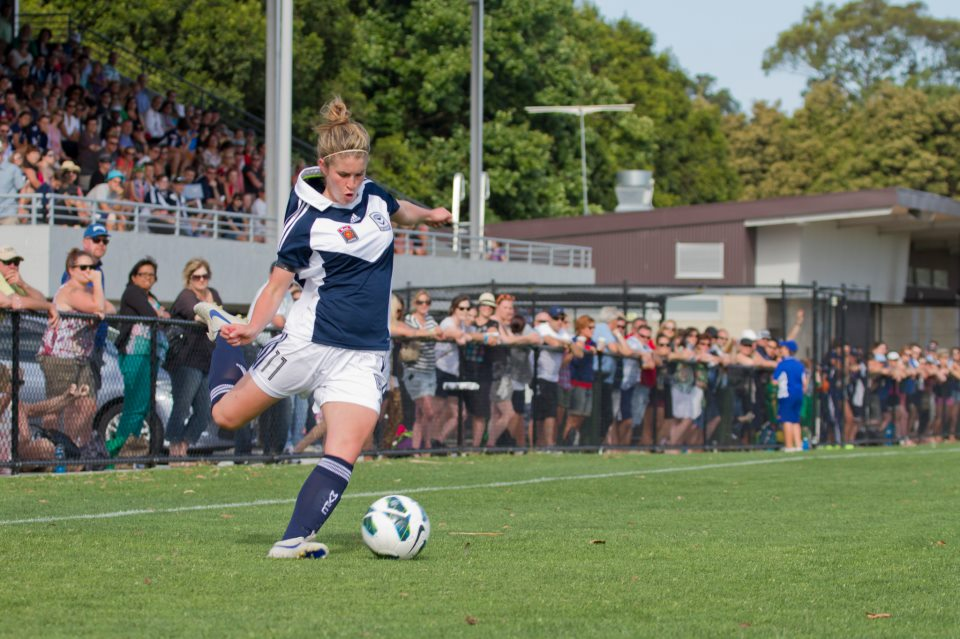
Piłkarka Caitlin Friend w meczu pomiędzy Melbourne Victory i Adelaide United (wynik 2:0; 5 stycznia 2013)

### Rezerwy
Sekcja młodzieżowa klubu Melbourne Victory FC została założona w 2008 roku i przystąpiła do rozgrywek A-League National Youth League (od sezonu 2018/2019 funkcjonują pod nazwą Y-League). Zespół młodzieżowy w 2013 roku zdobył mistrzostwo Australii w rozgrywkach młodzieżowych. Dodatkowo rezerwy klubu od 2015 roku przystąpiły do rozgrywek stanowych National Premier Leagues Victoria 2 (drugi poziom rozgrywek w stanie Wiktoria). W inauguracyjnym sezonie rezerwy klubu poprzez baraże awansowały do National Premier Leagues Victoria (NPL Victoria), pokonując w dwumeczu zespół Moreland Zebras FC (wynik w dwumeczu 4:1). Rezerwy Melbourne Victory w rozgrywkach NPL Victoria występowały tylko przez jeden sezon (2016), zajmując ostatnie 14. miejsce i spadły do National Premier Leagues Victoria 2.

### Sekcja kobieca
Sekcja kobieca klubu Melbourne Victory FC została założona w 2008 roku i przystąpiła do rozgrywek W-League od sezonu 2008/2009. Inauguracyjne spotkanie odbyło się 25 października 2008 roku w meczu domowym przeciwko kobiecemu zespołowi Central Coast Mariners FC. Spotkanie zakończyło się zwycięstwem Melbourne Victory FC w stosunku 2:0. Sekcja kobieca klubu w 2014 roku zdobyła tytuł mistrza Australii oraz w 2019 roku triumfowała w sezonie zasadniczym rozgrywek.

## Sukcesy

### Seniorzy
- Mistrz Australii (4): 2007, 2009, 2015, 2018;
- Finalista Grand Final (2): 2010, 2017;
- Zwycięzca sezonu zasadniczego (3): 2007, 2009, 2015;
- Zwycięzca pucharu FFA Cup (1): 2015;
- Zwycięzca pucharu Pre-Season Challenge Cup (1): 2008.

### Juniorzy
- Mistrz Australii w rozgrywkach młodzieżowych (1): 2013.

### Sekcja kobiet
- Mistrz Australii (1): 2014;
- Finalista Grand Final (1): 2013;
- Zwycięzca sezonu zasadniczego (1): 2019.

## Trenerzy

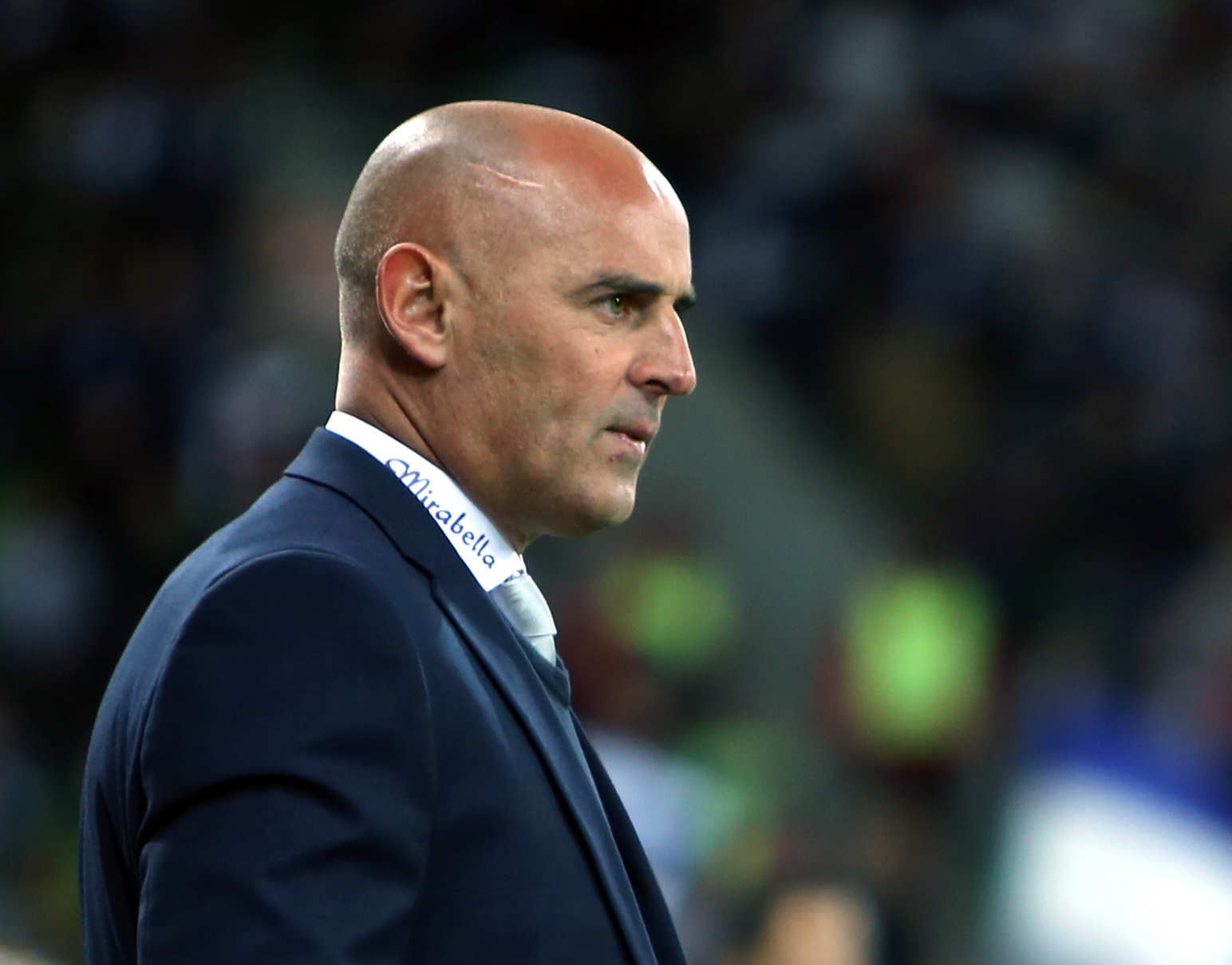
Kevin Muscat piłkarz Melbourne Victory w latach 2005–2011 oraz trener w latach 2013–2019

| Lp. | Trenerzy         | Lata                                    |
| --- | ---------------- | --------------------------------------- |
| 1   | Ernie Merrick    | 1 lipca 2005 – 12 marca 2011            |
| 2   | Mehmet Durakovic | 12 marca 2011 – 5 stycznia 2012         |
| 3   | Kevin Muscat     | 6 stycznia 2012 – 8 stycznia 2012       |
| 4   | Jim Magilton     | 9 stycznia 2012 – 2 kwietnia 2012       |
| 5   | Ange Postecoglou | 26 kwietnia 2012 – 25 października 2013 |
| 6   | Kevin Muscat     | 26 października 2013 – 30 czerwca 2019  |
| 7   | Marco Kurz       | 1 lipca 2019 –                          |

## Stadiony

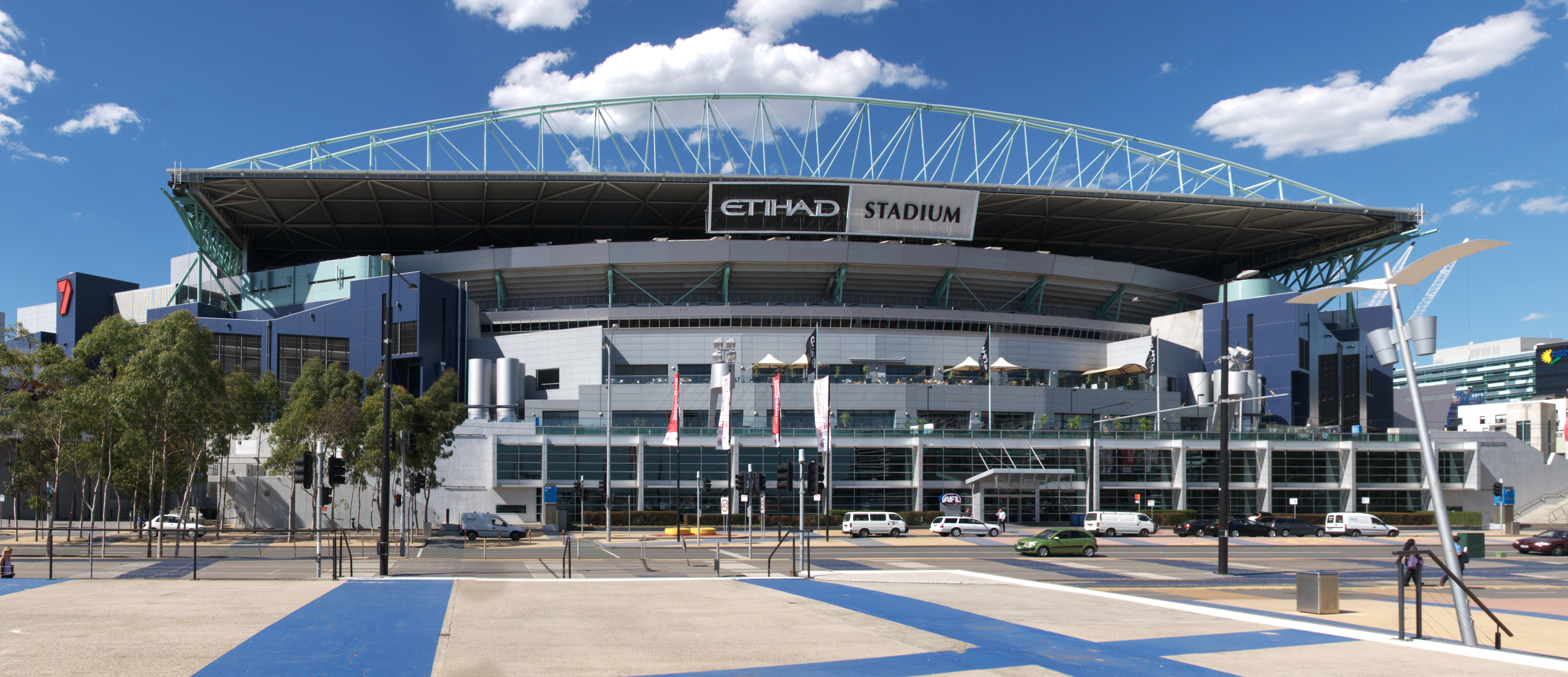
Stadion Docklands

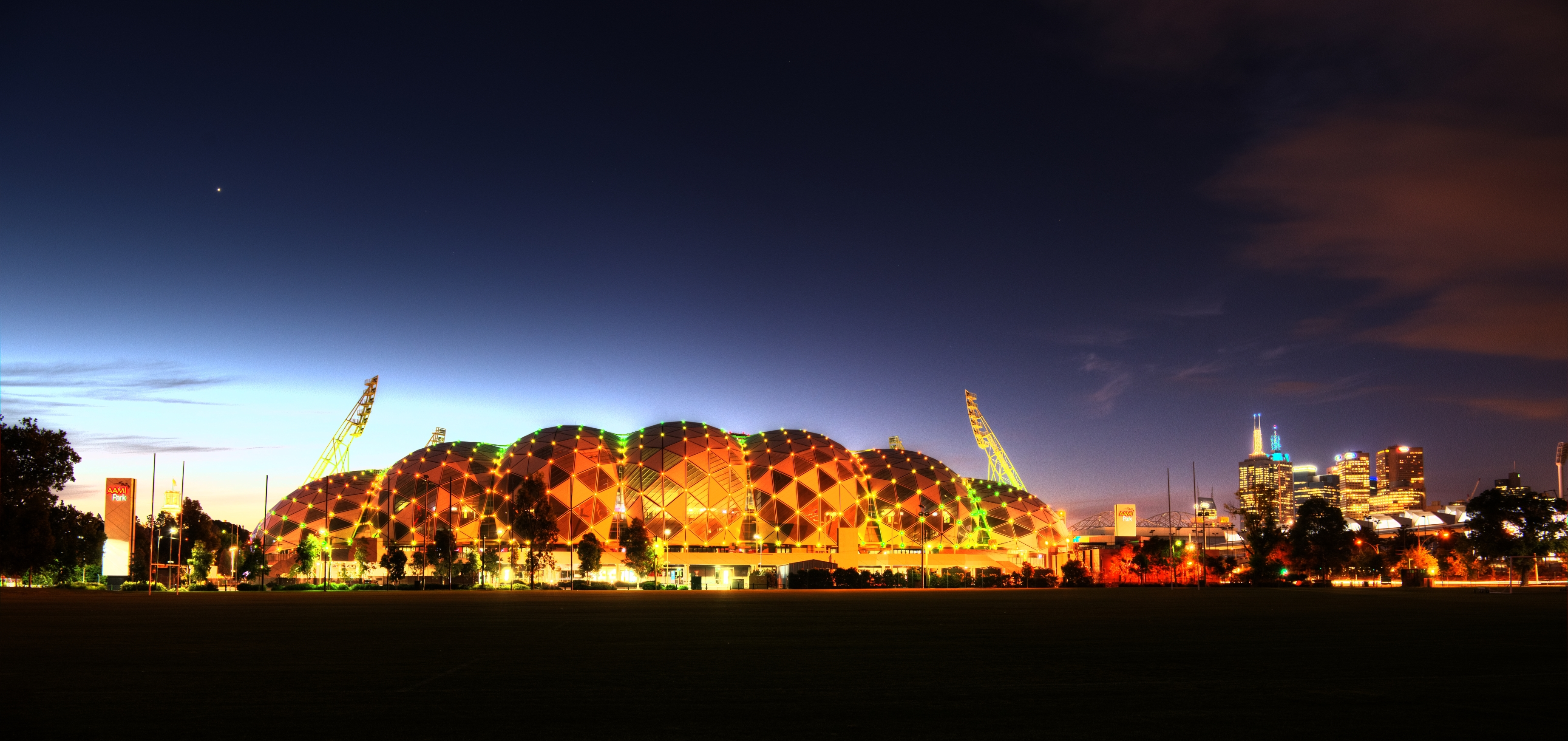
Melbourne Rectangular Stadium

Melbourne Victory w inauguracyjnym sezonie 2005/2006 rozgrywał domowe spotkania na obiekcie Olympic Park Stadium o pojemności 18 500 widzów. Stadion Olympic Park został wybudowany na letnie igrzyska olimpijskie w 1956 roku. W sezonie 2006/2007 Melbourne Victory w roli gospodarza na obiekcie Olympic Park rozegrał trzy mecze sezonu zasadniczego. Natomiast pozostałe spotkania rozegrał na stadionie Docklands. Decyzja o przeniesieniu spotkań domowych na stadion Docklands została podjęta w oparciu o wysoką frekwencję, którą klub zanotował w spotkaniu domowym 2. kolejki sezonu zasadniczego 2006/2007 przeciwko Sydney FC (39 730 widzów) na tym obiekcie. W swojej historii Melbourne Victory rozegrał łącznie 13 spotkań w rozgrywkach A-League na obiekcie Olympic Park. Stadion Docklands położony jest w dzielnicy Docklands (City of Melbourne) i może pomieścić 56 347 widzów. Stadion został oddany do użytku w 2000 roku.
W kwietniu 2006 roku ogłoszono, że w kompleksie sportowym Melbourne Sports and Entertainment Precinct zostanie wybudowany nowy obiekt Melbourne Rectangular Stadium o pojemności 20 000 widzów i zostanie oddany do użytku w 2009 roku. Wstępnie na nowym obiekcie spotkania domowe miały rozgrywać drużyna Melbourne Victory oraz zespół rugby league Melbourne Storm. Naciski ze strony przyszłych najemców obiektu na Rząd Wiktorii przyczynił się do zwiększenia pojemności stadionu z planowanych 20 000 do 30 000 miejsc. Ostatecznie stadion Melbourne Rectangular Stadium został oddany do użytku w 2010 roku i może pomieścić 30 050 widzów. Obiekt położony jest przy ulicy Olympic Boulevard (City of Melbourne). Transport publiczny w okolicy stadionu obsługiwany jest przez komunikację autobusową, tramwajową oraz kolejową (stacje Richmond i Jolimont). Dodatkowo w sąsiedztwie stadionu znajduje się parking samochodowy dla kibiców. Od sezonu 2010/2011 Melbourne Victory w roli gospodarze występuje zarówno na stadionie Melbourne Rectangular Stadium oraz Docklands. Oba stadiony oddalone są od siebie o około 4 km.
Ponadto Melbourne Victory sporadycznie swoje mecze domowe w A-League rozgrywał również na innych obiektach sportowych w Australii. Dotychczas w roli gospodarza wystąpiła na dwóch innych stadionach:
- Kardinia Park w Geelong (Wiktoria);
- York Park w Launceston (Tasmania).

## Kibice i rywalizacje

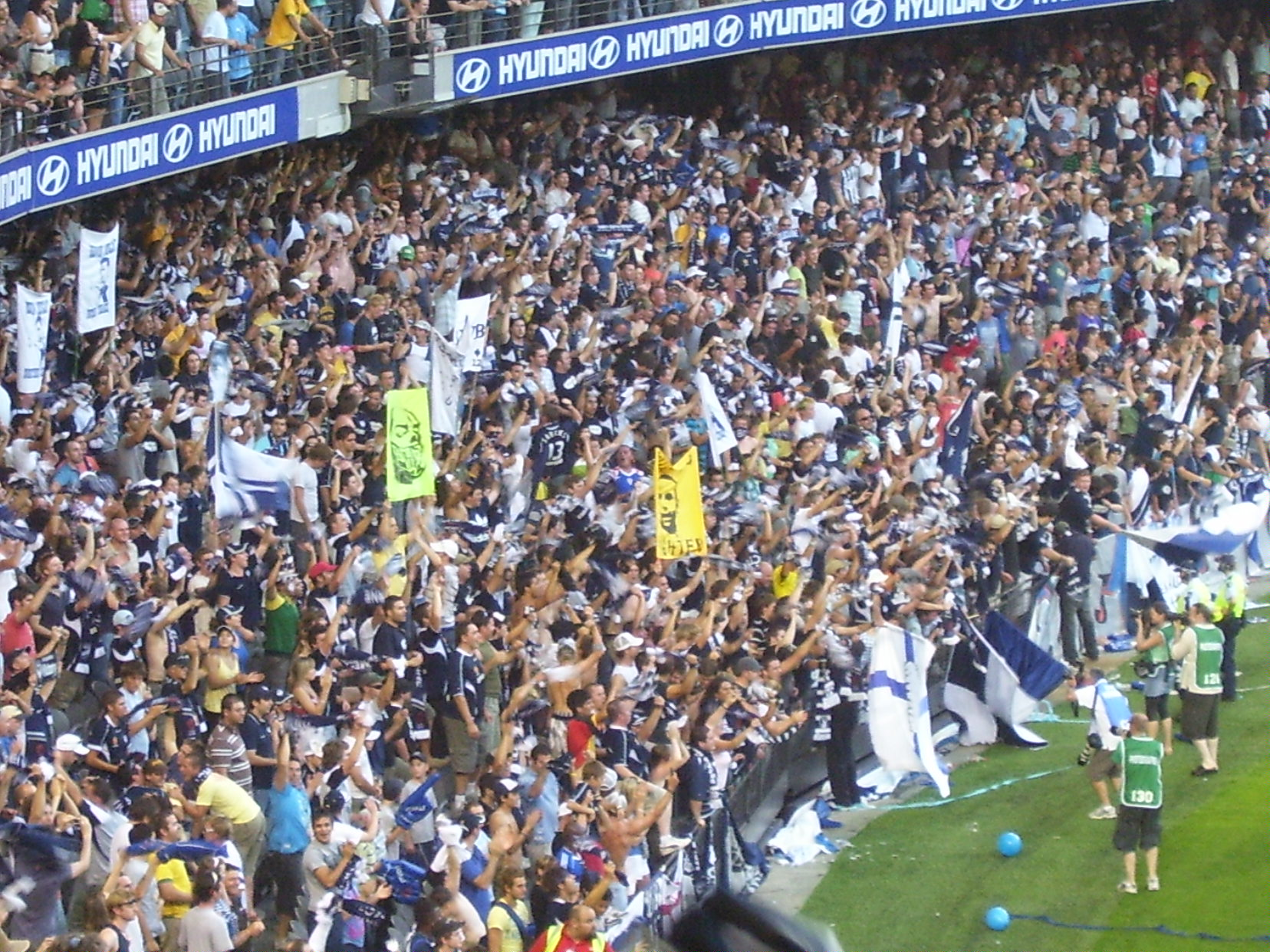
Kibice Melbourne Victory podczas meczu finałowego przeciwko Adelaide United (wynik 6:0, 18 lutego 2007)

Pierwszą grupą kibiców prowadzących doping na meczach Melbourne Victory była grupa Northern Terrace, która została założona w 2006 roku i funkcjonowała do listopada 2016 roku. Grupa Northern Terrace pod koniec października 2016 roku ogłosiła, że zawiesza aktywne wsparcie na meczach Melbourne Victory. Decyzja podyktowana była restrykcyjnym podejściem ze strony lokalnej policji, władz klubowych i związku piłkarskiego FFA (np. ograniczenia odnośnie do banerów i flag meczowych, zakazywanie opraw meczowych). Grupa ostatni doping prowadziła na domowym, derbowym meczu przeciwko Melbourne City FC rozegranym w dniu 17 października 2015 roku (wynik 3:2). Ostatecznie grupa zakończyła działalność 1 listopada 2016 roku.
W lipcu 2018 roku klub Melbourne Victory poinformował o utworzeniu sektorów, z których kibice będą mogli dopingować; tzw. sektory North End Standing. Klub po rozmowach z przedstawicielami kibiców ogłosił, że w skład North End Standing wejdą trzy sektory na stadionie Melbourne Rectangular Stadium oraz siedem na stadionie Docklands. Kibice Melbourne Victory przed każdym meczem domowy odśpiewują utwór Stand By Me autorstwa Bena E. Kinga.

### Derby Melbourne
Derby Melbourne, lokalne derby rozgrywane pomiędzy dwoma zespołami ze stolicy stanu Wiktoria: Melbourne Victory FC i Melbourne City FC. Do pierwszego spotkania między obiema drużynami doszło 8 października 2010 roku i zakończyło się porażką Melbourne Victory w stosunku 0:1. Ponadto obie drużyny rozgrywają swoje mecze domowe na obiekcie Melbourne Rectangular Stadium.

#### Bilans pojedynków Melbourne Victory FC – Melbourne City FC
| Rozgrywki | M  | Z  | R | P  | B+ | B– | +/− |
| --------- | -- | -- | - | -- | -- | -- | --- |
| A-League  | 28 | 12 | 7 | 9  | 45 | 39 | +6  |
| FFA Cup   | 1  | 0  | 0 | 1  | 0  | 2  | -2  |
| Ogółem    | 29 | 12 | 7 | 10 | 45 | 41 | +4  |

Stan na 14 maja 2019 roku.

### The Big Blue
The Big Blue, określane również jako The City Derby, derby pomiędzy Melbourne Victory FC a Sydney FC. Do pierwszego spotkania między obiema drużynami doszło 28 sierpnia 2005 roku, które zakończyło się remisem 1:1. Ponadto, obie drużyny trzykrotnie spotykały się w finale rozgrywek krajowych w 2010, 2015 i 2017 roku. Melbourne Victory triumfowało w finale z 2015 roku, zdobywając tytuły mistrza kraju.
Nazwa derbów ma swoje korzenie w australijskim wariancie języka angielskiego, w którym wyraz blue (pol. niebieski) oznacza walkę (ang. fight) lub kłótnie (ang.  argument). Wynika to z faktu, że obie drużyny grają w strojach o różnych odcieniach koloru niebieskiego.

#### Bilans pojedynków Melbourne Victory FC – Sydney FC
| Rozgrywki                | M  | Z  | R  | P  | B+ | B– | +/− |
| ------------------------ | -- | -- | -- | -- | -- | -- | --- |
| A-League                 | 50 | 16 | 19 | 15 | 72 | 74 | -2  |
| Pre-Season Challenge Cup | 1  | 0  | 0  | 1  | 0  | 1  | -1  |
| Ogółem                   | 51 | 16 | 19 | 16 | 72 | 75 | -3  |

Stan na 14 maja 2019 roku.

### The Original Rivalry
The Original Rivalry określenie spotkań rozgrywanych pomiędzy Melbourne Victory FC i Adelaide United FC. Rywalizacja pomiędzy oboma zespołami wynika z aspektu historycznej rywalizacji pomiędzy stanami Wiktoria i Australia Południowa na płaszczyźnie społecznej i kulturowej. Pierwsze spotkanie zostało rozegrane 7 maja 2005 roku w ramach kwalifikacji do rozgrywek Oceania Club Championship. Spotkanie zakończyło się wynikiem 0:0, a w rzutach karnych drużyna Melbourne Victory przegrała 1:4. Ponadto, obie drużyny dwukrotnie spotykały się w finale rozgrywek krajowych w 2007 i 2009 roku. Melbourne Victory wygrał oba spotkania finałowe.

#### Bilans pojedynków Melbourne Victory FC – Adelaide United FC
| Rozgrywki                                 | M  | Z  | R  | P  | B+ | B– | +/− |
| ----------------------------------------- | -- | -- | -- | -- | -- | -- | --- |
| A-League                                  | 49 | 25 | 10 | 14 | 79 | 54 | +25 |
| FFA Cup                                   | 2  | 1  | 0  | 1  | 3  | 4  | -1  |
| Pre-Season Challenge Cup                  | 4  | 0  | 2  | 2  | 2  | 4  | -2  |
| Kwalifikacje Klubowych Mistrzostw Oceanii | 1  | 0  | 1  | 0  | 0  | 0  | 0   |
| Ogółem                                    | 56 | 26 | 13 | 17 | 84 | 62 | +22 |

Stan na 14 maja 2019 roku.

## Rekordy
Stan na 14 maja 2019 roku.
Najwyższa wygrana:
- Melbourne Victory FC 6:0 Adelaide United FC (18 lutego 2007, Grand Final);
- Tuggeranong United FC 0:6 Melbourne Victory FC (16 września 2014, FFA Cup);
- Balmain Tigers FC 0:6 Melbourne Victory FC (4 sierpnia 2015, FFA Cup).

Najwyższa porażka:
- Brisbane Roar FC 5:0 Melbourne Victory FC (13 października 2012);
- Wellington Phoenix FC 5:0 Melbourne Victory FC (19 stycznia 2014);
- Melbourne Victory FC 0:5 Sydney FC (26 stycznia 2014);
- Brisbane Roar FC 5:0 Melbourne Victory FC (12 marca 2016);
- Sydney FC 6:1 Melbourne Victory FC (12 maja 2019).

Najwięcej zwycięstw z rzędu:
- 10 spotkań (od 5 sierpnia do 8 października 2006).

Najwięcej porażek z rzędu:
- 4 spotkania (od 22 lipca do 11 sierpnia 2007; od 11 lutego do 15 marca 2011 i od 5 grudnia do 19 grudnia 2015).

Najdłuższa seria bez przegranego meczu:
- 10 spotkań (od 5 sierpnia do 8 października 2006 i od 15 kwietnia do 17 października 2015).

Najdłuższa seria bez wygranego meczu:
- 10 spotkań (od 15 lipca do 21 września 2007).